# Silnice II/400
Silnice II/400 je česká silnice II. třídy v krajích Jihomoravském a Vysočina. Vede od Moravských Budějovic přes Višňové a Miroslav, za níž se napojuje na silnici I/53. Je dlouhá 44,4 km.
V roce 2020 bude rekonstruován most u Zvěrkovic.

## Vedení silnice

### Kraj Vysočina

#### Okres Třebíč
- odbočení z I/38
- Zvěrkovice

### Jihomoravský kraj

#### Okres Znojmo
- Hostim (křiž. III/15229, III/4001)
- Rozkoš (křiž. II/361)
- krátký úsek okresem Třebíč
- odbočka Biskupice (III/15234)
- odbočka Slatina (III/4003)
- Újezd (křiž. III/4004, III/4005, III/4006)
- rozcestí Dobronice/Tavíkovice (II/399)
- Přeskače (křiž. III/3983, III/4008)
- Medlice (křiž. III/4009)
- Višňové (III/40010)
- křiž. II/398
- rozcestí Morašice/Trstěnice (III/3981)
- Skalice (obchvat, III/40012)
- Chlupice
- Hostěradice (křiž. II/413, II/397, peáž s II/413)
- Miroslav (III/41310, III/40013, III/40014)
- křiž. I/53, III/4151 (směr Damnice)